# مراد ییلدیریم
مراد ییلدیریم  (به انگلیسی: Murat Yıldırım؛ زادهٔ ۱۳ آوریل ۱۹۷۹) بازیگر ترکیه‌ای است.

## زندگی اولیه
مراد ییلدیریم در شهر قونیه، ترکیه به دنیا آمد. پدر او از تبار کرد است و معلم ادبیات بود. پدر ییلدیریم به زبان‌های ترکی و کردی صحبت می‌کند. مادر او از تبار عرب است و به زبان عربی نیز مسلط است، اما مراد ییلدیریم به هیچ‌یک از زبان‌های کردی یا عربی تسلط ندارد. به دلیل شغل پدرش، ییلدیریم دوران کودکی و نوجوانی خود را بین شهرهای قونیه و آدانا گذراند. او دو خواهر دارد.
ییلدیریم در رشته مهندسی مکانیک از دانشگاه فنی ییلدیز در استانبول، ترکیه فارغ‌التحصیل شد و علاقه زیادی به ریاضیات دارد. علاقه او به موسیقی و تئاتر نیز از سنین پایین آغاز شد. او در دوران دانشجویی در یک گروه موسیقی نوازنده درامز بود. همچنین در همان دوره، به تیم تئاتر دانشگاه خود پیوست و در کلاس‌های بازیگری شرکت کرد.

## حرفه
پس از سه سال فعالیت در تئاتر، یک نویسنده که اجرای او را در یک نمایش کمدی تماشا کرده بود، به او پیشنهاد داد تا در آزمون انتخاب بازیگر در مرکز فرهنگی بشیکتاش شرکت کند.

### تلویزیون
ییلدیریم اولین نقش کوچک خود را در سریال «عشق جاودان» به نویسندگی یلماز اردوغان ایفا کرد. سپس در سریال‌های «همه فرزندانم» و «دروغ بزرگ» بازی کرد. اولین نقش اصلی او در سریال «طوفان» بود که در آنجا با همسر آینده‌اش، بورچین ترزی‌اوغلو آشنا شد.
در سال ۲۰۰۷، او در سریال «عاصی» در کنار طوبا بویوک‌اوستون بازی کرد که این سریال نامزد دریافت جایزه بین‌المللی مخاطبان تلویزیون در دسته بهترین سریال درام در پنجاه‌ویکمین جشنواره تلویزیونی مونت‌کارلو شد. پس از پایان سریال عاصی، ییلدیریم برای بازی در سریال «عشق و مجازات» در کنار نورگول یشیلچای قرارداد امضا کرد.
نقش بعدی ییلدیریم در سال ۲۰۱۲، نقش اِجویت در سریال پرطرفدار «خاموشان» بود که اولین سریال درام ترکیه‌ای بود که برای بازسازی به بازار ایالات متحده فروخته شد و در آن با آصلی انور هم‌بازی بود. در اواسط سال ۲۰۱۵، ییلدیریم با شرکت تولیدات «اُ-تِری» و گروه ام‌بی‌سی برای یک سریال جدید قرارداد امضا کرد. این سریال در اوایل سال ۲۰۱۶ با عنوان «ملکه شب»  پخش شد. در سال ۲۰۱۷، او به همراه همسرش ایمان البانی در موزیک‌ویدیوی تک‌آهنگ «وقتی یک دختر عاشق یک پسر می‌شود» از خواننده آمریکایی جسیکا سوتا بازی کرد.
از سال ۲۰۱۹ تا ۲۰۲۱، او نقش اصلی را در سریال اکشن-مافیایی «رامو» در کنار اسرا بیلگیچ ایفا کرد. از سال ۲۰۲۱ تا ۲۰۲۲، او در کنار داملا سونمز نقش‌های اصلی را در سریال تاریخی عزیز از شبکه شو تی‌وی بازی کرد. او هم‌اکنون یکی از نقش‌های اصلی سریال تشکیلات از شبکه تی‌آرتی۱ را ایفا می‌کند که درباره «میت:سازمان اطلاعات ملی ترکیه» است.

### فیلم
ییلدیریم همچنین حضوری کوتاه در فیلم ترکیه‌ای «کارهای سازمان‌یافته» داشت. او برای بازی در نقش اصلی فیلم «عرفات» نامزد دریافت جایزه بهترین بازیگر مرد در جشنواره فیلم پرتقال طلایی آنتالیا شد. در حین فیلم‌برداری سریال عاصی، او در کنار برن ساعات در فیلم «درد پاییز» درباره پوگروم استانبول بازی کرد. در اواخر سال ۲۰۱۴، ییلدیریم پس از یک وقفه یک‌ونیم‌ساله، با ایفای نقش ستوان صادق توران در فیلم «کریمه‌ای» که بر اساس رمان زندگینامه «سال‌های وحشتناک» ساخته شده بود، به سینما بازگشت. در سال ۲۰۱۵، او در نقش سینان در اقتباس سینمایی رمان پرفروش ترکیه در سال ۲۰۱۴، «به اندازه شوهرت حرف بزن» ظاهر شد. این کمدی رمانتیک در ۲۰ مارس ۲۰۱۵ اکران شد و با نقدهای مثبتی روبه‌رو شد. به دلیل موفقیت تجاری، دنباله‌ای برای این فیلم به نام «به اندازه شوهرت حرف بزن: رستاخیز» در ۱ ژانویه ۲۰۱۶ اکران شد.

## زندگی شخصی
ییلدیریم در حین فیلم‌برداری سریال طوفان با اولین همسرش، بورچین ترزی‌اوغلو آشنا شد. آن‌ها از سال ۲۰۰۸ تا ۲۰۱۴ ازدواج کرده بودند. در ۱۰ مارس ۲۰۱۶، او با ایمان البانی، برنده سابق مسابقات زیبایی مراکش و بازیگر، ازدواج کرد. البانی که در سال ۲۰۱۹ باردار فرزند این زوج بود، دچار سقط جنین شد. این زوج در سال ۲۰۲۰ نیز سقط جنین دیگری را تجربه کردند. البانی در مجموع پنج بار سقط جنین داشته است. این زوج در اکتبر ۲۰۲۲ صاحب اولین فرزند خود، یک دختر به نام می‌رای شدند.

## فیلم‌شناسی

### سینما
| سال  | عنوان                            | کاراکتر        | نقش          |
| ---- | -------------------------------- | -------------- | ------------ |
| ۲۰۰۵ | کار سازمان‌یافته                  |                |              |
| ۲۰۰۶ | برزخ                             | جنک            | نقش اصلی     |
| ۲۰۰۹ | دردهای پاییزی                    | بهجت           | نقش اصلی     |
| ۲۰۱۴ | کریملی                           | سادِک توران     | نقش اصلی     |
| ۲۰۱۵ | به اندازه‌ٔ شوهرت حرف بزن          | سینان          | نقش اصلی     |
| ۲۰۱۶ | به اندازهٔ شوهرت حرف بزن: رستاخیز | سینان          | نقش اصلی     |
| ۲۰۱۷ | عشق بی‌پایان                      | دکتر جان توزمن | نقش اصلی     |
| ۲۰۱۷ | آیلا: دختر جنگ                   | ستوان مسعود    | نقش اصلی     |
| ۲۰۱۷ | اولین بوسه                       | هاکان          | نقش اصلی     |
| ۲۰۱۸ | کژدم                             | یاسر           | نقش اصلی     |
| ۲۰۲۱ | ماکو (فیلم)                      | مراد           | حضور افتخاری |
| ۲۰۲۳ | نفس: زمین منهای دو               | تایفون یوزباشی | نقش اصلی     |

### تلویزیون
| سال       | عنوان                              | کاراکتر            | نقش       |
| --------- | ---------------------------------- | ------------------ | --------- |
| ۱۹۹۹      | حتی اگر از هم جدا شویم با هم هستیم |                    |           |
| ۲۰۰۳      | دانش زندگی                         |                    | نقش مهمان |
| ۲۰۰۳      | رئیس کیست                          |                    | نقش مهمان |
| ۲۰۰۳      | عشق بدون مرگ                       | سدات               | نقش مکمل  |
| ۲۰۰۴      | همه بچه‌هایم                        | مسعود              | نقش مکمل  |
| ۲۰۰۴      | دروغ بزرگ                          | اوکان              |           |
| ۲۰۰۶–۲۰۰۷ | توفان                              | علی                | نقش اصلی  |
| ۲۰۰۷–۲۰۰۹ | عاصی                               | دمیر دوآن          | نقش اصلی  |
| ۲۰۰۹      | ای عشق کجایی؟                      | افسر پلیس          | نقش مهمان |
| ۲۰۱۰–۲۰۱۱ | عشق و جزا                          | ساواش بالدار       | نقش اصلی  |
| ۲۰۱۲      | سکوت‌کنندگان                        | اجویت اوران «شریف» | نقش اصلی  |
| ۲۰۱۶      | ملکهٔ شب                            | کارتال ساکالی‌اوئلو | نقش اصلی  |
| ۲۰۱۹–۲۰۲۱ | رامو                               | رامو کایا          | نقش اصلی  |
| ۲۰۲۱–۲۰۲۲ | عزیز                               | عزیز پایدار        | نقش اصلی  |
| ۲۰۲۲–۲۰۲۴ | تشکیلات                            | عمر آتماجا         | نقش اصلی  |
| ۲۰۲۴      | باغ نهان                           | دمیر               | نقش اصلی  |

### اجرا
| سال       | عنوان                      | نقش  | یادداشت          |
| --------- | -------------------------- | ---- | ---------------- |
| ۲۰۱۷–۲۰۱۹ | چه کسی می‌خواهد میلیونر شود | مجری | مسابقه تلویزیونی |